# Vicente Rodilla Zanón
Vicente Rodilla Zanón (Siete Aguas, 1901 - Valencia, 29 de agosto de 1974) fue un escultor español del siglo XX.⁸

## Vida y obra

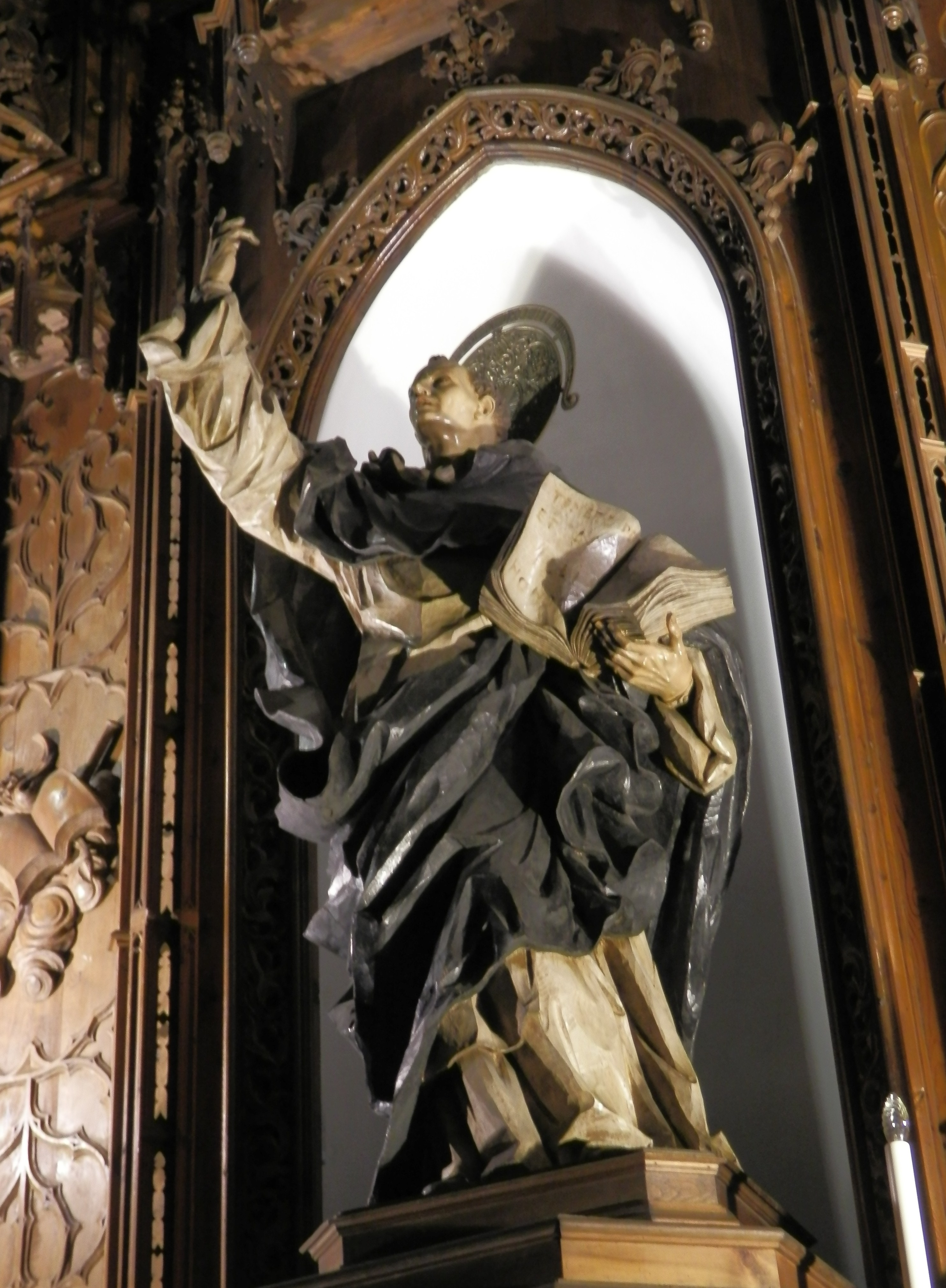
Estatua de san Vicente Ferrer en su casa natal

Nació en Siete Aguas en 1901. Marchó a Valencia, donde comenzó su formación artística en el taller de José María Ponsoda y de Julio Benlloch y Casares. 
Marchó a Melilla por el servicio militar en 1923 y allí estuvo hasta 1929. Allí dejó varias obras, como el mapa de España del Parque Hernández, y otros bajorrelieves y esculturas, laicas y religiosas.
Volvió a Valencia en 1930. Miembro del Gremio Artesano de Artistas Falleros, fue su Maestro Mayor entre 1954 y 1956. A su vez, fundó el Gremio de Imagineros de Valencia y también fue procurador en Cortes.
Aquí obras suyas son el San Vicente Ferrer y el San Luis Beltrán en sus respectivas casas natalicias, el San Marcelino en la iglesia dedicada a este santo, o el popular Pato Donald del homenaje a Walt Disney en los jardines de Viveros de Valencia.

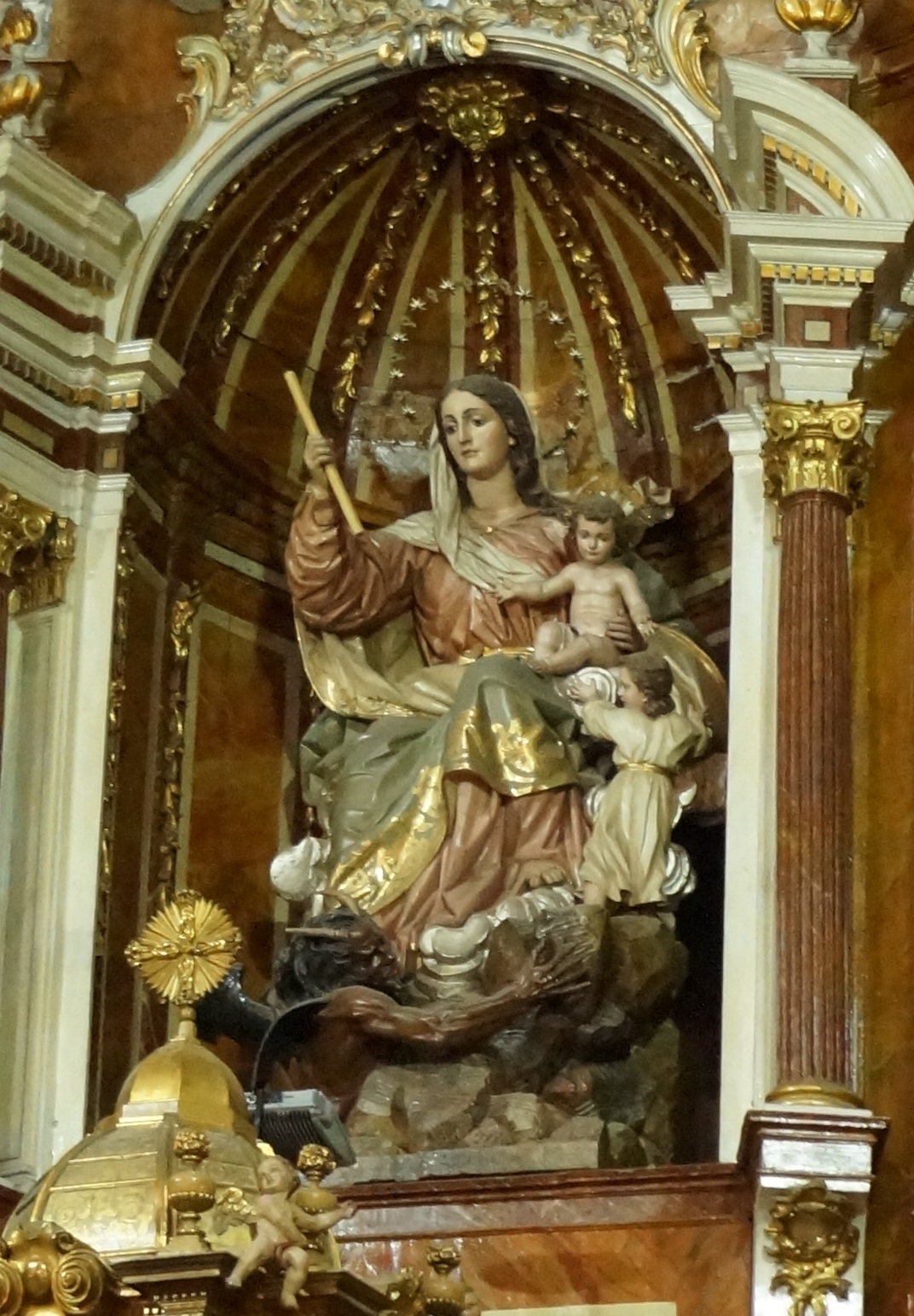
Nuestra Señora del Socorro, de la basílica de Aspe.

En Moncada dejó Cristo del Seminario. El Alfarp suyo es el San Jaime a caballo de la Iglesia de San Jaime Apóstol, el San Andrés de la iglesia de Benimeli, o el Jesús con la Cruz de la Hermandad de Nuestro Padre Jesús Nazareno de Gandía. Para Aspe realizó la monumental imagen de Nuestra Señora del Socorro, de cuatro metros de altura, que ocupa la hornacina central del altar mayor de la basílica de Nuestra Señora del Socorro. En Rafal procesiona un Santo Entierro de su taller, de donde también procede la virgen del Calvario de Alcalalí, primer premio de la Exposición Regional de Artesanía. En Alcira es de su mano el Cristo Agonizante que procesiona desde la parroquia de San Juan Bautista.
También es suyo el vía crucis en relieve que se encuentra en el patio del seminario de Segorbe en la provincia de Castellón.
En bronce realizó la escultura de Francisco de Borja que se necuentra en la plaza de la Colegiata de Gandía.
. 

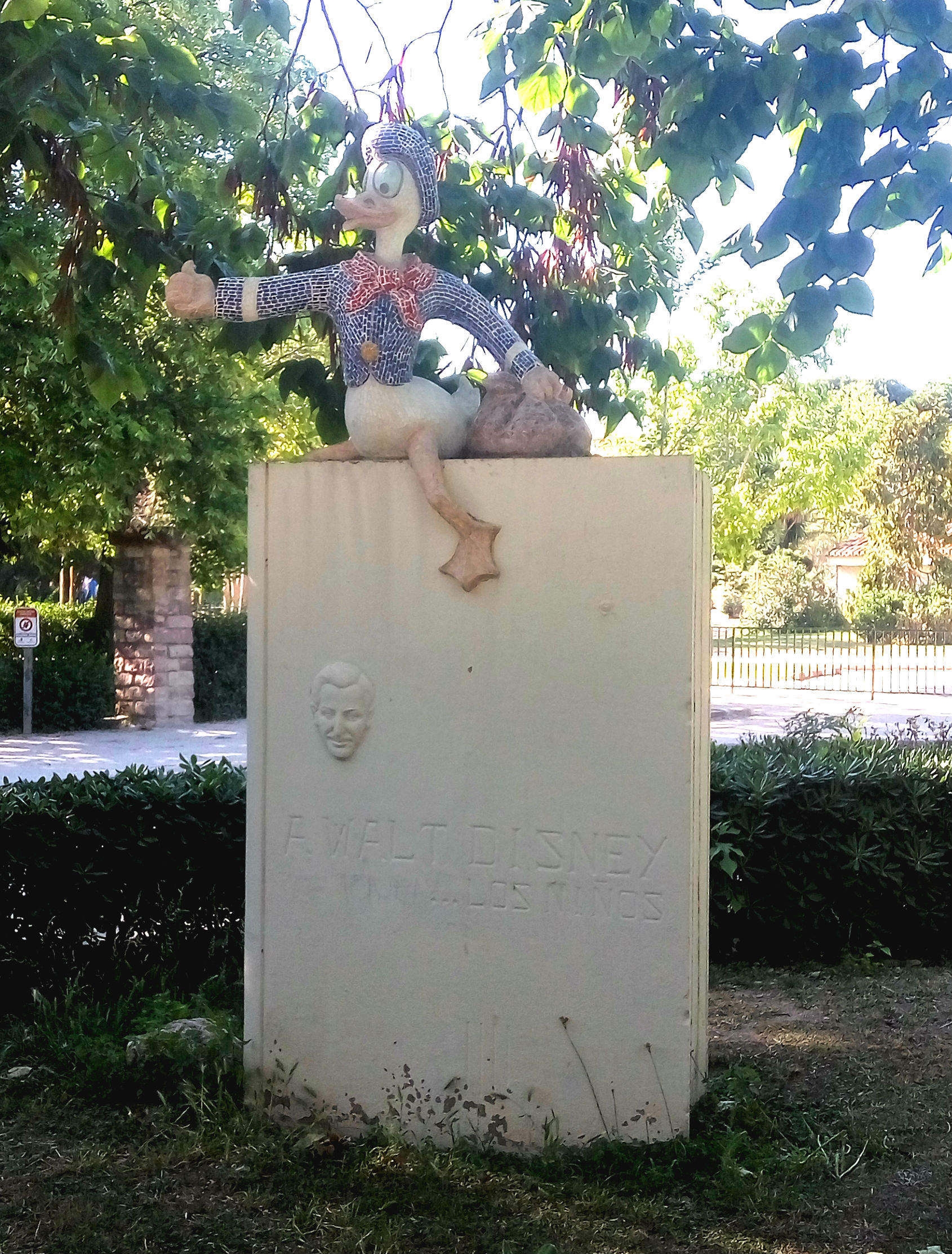
Escultura del Pato Donald de Vicente Rodilla en los Jardines de Viveros de Valencia. Homenaje a Walt Disney

Además de su taller salieron varios mosaicos en relieve, como los que adornan la iglesia de los Salesianos de Urnieta. Algunos de su mosaicos fueron hacia Estados Unidos, como el que encargó la Universidad Estatal de Jacksonville, Alabama.
Fuera de Valencia, la iglesia de Nuestra Señora de La Soledad (O Castro) de Vigo custodia de su mano las obras la Virgen de La Soledad, el Vía Crucis, el Baptisterio y los 12 Apóstoles. En Madrid su Cristo en la Cruz preside la iglesia de Santa María del Pilar, de los PP. Marianistas
En 1974 el ayuntamiento de Valencia de dedicó una calle con el título "Escultor Vicente Rodilla", que va desde la calle Franco Tormo a la calle Fontanares.